# Puccinia psammochloae
Puccinia psammochloae ist eine Ständerpilzart aus der Ordnung der Rostpilze (Pucciniales). Der Pilz ist ein Endoparasit des Süßgrases Psammochloa villosa. Symptome des Befalls durch die Art sind Rostflecken und Pusteln auf den Blattoberflächen der Wirtspflanzen. Sie ist ein Endemit Chinas.

## Merkmale

### Makroskopische Merkmale
Puccinia psammochloae ist mit bloßem Auge nur anhand der auf der Oberfläche des Wirtes hervortretenden Sporenlager zu erkennen. Sie wachsen in Nestern, die als gelbliche bis braune Flecken und Pusteln auf den Blattoberflächen erscheinen.

### Mikroskopische Merkmale
Das Myzel von Puccinia psammochloae wächst wie bei allen Puccinia-Arten interzellulär und bildet Saugfäden, die in das Speichergewebe des Wirtes wachsen. Aecien oder Spermogonien der Art sind nicht bekannt. Die gelbbraunen Uredien des Pilzes wachsen meist oberseitig auf den Wirtsblättern und auf den Hüllrohren. Ihre goldgelben Uredosporen sind 26–28 × 26–28 µm groß, kugelig und fein stachelwarzig. Die blattoberseitig wachsenden Telien der Art sind schwarzbraun und früh offenliegend. Die kastanienbraunen Teliosporen sind zweizellig, in der Regel eiförmig bis ellipsoid und 50–58 × 20–23 µm groß. Ihre Stiele sind pigmentiert und bis zu 120 µm lang.

## Verbreitung
Das bekannte Verbreitungsgebiet von Puccinia psammochloae umfasst lediglich die Innere Mongolei.

## Ökologie
Die Wirtspflanze von Puccinia psammochloae ist Psammochloa villosa. Der Pilz ernährt sich von den im Speichergewebe der Pflanzen vorhandenen Nährstoffen, seine Sporenlager brechen später durch die Blattoberfläche und setzen Sporen frei. Die Art verfügt über einen Entwicklungszyklus, von dem bislang lediglich Telien und Uredien sowie deren Wirt bekannt sind; Spermogonien und Aecien konnten dem Pilz nicht zugeordnet werden.